# Culicoides knowltoni
Culicoides knowltoni är en tvåvingeart som beskrevs av Beck 1956. Culicoides knowltoni ingår i släktet Culicoides och familjen svidknott. Inga underarter finns listade i Catalogue of Life.